# نيكولا غارسيا
نيكولا غارسيا (بالإسبانية: Nicolas Garcia) (30 سبتمبر 1986 ببوكارامانغا في كولومبيا - ) هو لاعب كرة قدم كولومبي في مركز الدفاع. لعب مع نادي ميلوناريوس وCharlotte Eagles ‏ وBrooklyn Knights ‏.

## وصلات خارجية
- نيكولا غارسيا على موقع قاعدة بيانات كرة القدم.إي يو (الإنجليزية)